# Scooba (robot)

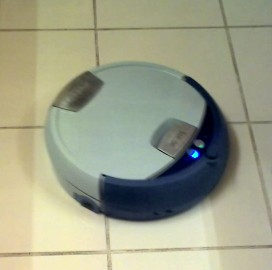
Scooba.

Scooba es un robot  doméstico (domobot) fregador del suelo (es decir, es un robot-fregona) producido por iRobot en colaboración de Vilz. Fue lanzado en cantidades limitadas en diciembre de 2005 para la temporada de Navidad, comenzando la plena producción a principios de 2006. La compañía ha presentado una versión de menor precio, el Scooba 5800, en el segundo semestre de 2006.

## Funcionamiento
Scooba utiliza o bien una solución de limpieza especial sin lejía apodada "jugo Scooba" (fabricada por Clorox Company) formulada para limpiar el suelo y eliminar la herrumbre o el deslizamiento de las ruedas, o bien la solución de limpieza Scooba Natural Enzyme más reciente. 
El robot prepara el suelo aspirando los desechos sueltos, echa un chorro de solución limpia, friega el suelo y luego absorbe la solución sucia dejando un suelo casi seco detrás. El robot es seguro de usar en pisos de madera sellados y en la mayoría de otras superficies duras del hogar, pero no se puede utilizar en alfombras. Scooba evita las alfombras de limpieza y escaleras, y se puede limpiar unos 200 pies cuadrados (19 m²) con un solo depósito de carga de solución.
Algunos modelos de Scooba incluyen un accesorio Virtual Wall iRobot, que proyecta un haz de luz infrarroja,  estableciendo una barrera que el robot no va a cruzar.
Scooba es el segundo producto comercial importante hecho por iRobot, que popularizó los robots aspiradores con el Roomba. El Scooba está disponible en más de 40 países.

## Sistemas
El Scooba utiliza aproximadamente 59 ml de solución limpiadora por ciclo, mezclada con 950 ml de agua, para llenar el tanque de solución de limpieza. Scooba viene con cuatro paquetes de la nueva solución de limpieza "Natural Enzyme", la cual es suficiente para unos cuatro lavados. La solución adicional de limpieza Clorox viene en cinco y nueve paquetes de botellas de 950 ml, que proporcionan suficiente solución para aproximadamente 16 lavados por botella. Los ingredientes principales son polisorbato 20 y tetrapotasio EDTA. Algunos modelos Scooba también pueden usar vinagre blanco o agua simple, en lugar de la solución propietaria.
El tiempo de recarga puede variar pero, por lo general, es de 3 horas.